# Pleurotomariida
Pleurotomariida è un ordine di molluschi gasteropodi della sottoclasse Vetigastropoda.

## Descrizione
Pleurotomariida raccoglie una serie di superfamiglie per lo più estinte. Una caratteristica di questi gasteropodi è quella di avere la posizione dell'asse della conchiglia inclinato in relazione alla massa pedale-viscerale. Questa inclinazione varia a seconda delle specie.  Nelle specie con un guscio trocoidale il piano sagittale della cavità palliale è inclinato di circa 45° e ruotato in senso antiorario dalla superficie sagittale della base del piede. Se il guscio è allungato e turriforme, l'asse del guscio è quasi parallelo alla direzione del movimento del mollusco, mentre la cavità palliale viene ruotata di 90° in senso orario. In questa posizione, la parte sinistra della cavità palliale pende sopra la testa, mentre la parte destra è fortemente ridotta. Questo può influenzare la posizione della fessura che funge da passaggio per l'acqua esalante, cioè quando la porzione destra della cavità palliale diminuisce, la fessura può spostarsi verso la sutura. Da notare che la suddivisione simmetrica della cavità palliale è importante come carattere plesiomorfo di questi gasteropodi.

## Tassonomia
L'ordine Pleurotomariida comprende 8 superfamiglie di cui sette estinte ed una sola tuttora esistente:
- Superfamiglia † Eotomarioidea Wenz, 1938
- Superfamiglia † Murchisonioidea Koken, 1896
- Superfamiglia Pleurotomarioidea Swainson, 1840
- Superfamiglia † Porcellioidea Koken, 1895
- Superfamiglia † Pseudophoroidea S. A. Miller, 1889
- Superfamiglia † Ptychomphaloidea Wenz, 1938
- Superfamiglia † Schizogonioidea Cox, 1960
- Superfamiglia † Sinuspiroidea Mazaev, 2011